# Cyborg Cop
Série
Cyborg Cop 2
(1994)
Pour plus de détails, voir Fiche technique et Distribution.
Cyborg Cop est un film américain réalisé par Sam Firstenberg, sorti sur les écrans en 1993. Il est considéré comme un film culte du genre science-fiction / Action. 
Le film parle d'un agent Jack Ryan reçoit un appel au secours de son frère Philip en poste dans les Caraïbes. Il ignore que celui-ci est utilisé pour une expérience scientifique qui consiste à le transformer en soldat cyborg.
Le film connaîtra 2 suites : Cyborg Cop 2 (1994) et Cyborg Cop 3 (1995)

## Synopsis
Jack Ryan, un flic à la recherche de son frère, Philip, qui a mystérieusement disparu.
Jack Ryan mène l'enquête et découvre que Philip a été enlevé par les hommes du professeur Kessel (John Rhys-Davies), un scientifique complètement fou. Ce dernier se prend pour le nouveau Frankenstein des temps modernes. Il transforme donc Philip en redoutable machine à tuer.

## Fiche technique
- Titre : Cyborg Cop
- Titre original : Cyborg Cop
- Réalisation : Sam Firstenberg
- Scénario : Greg Latter
- Directeur de la photographie : Yossi Wein
- Musique : Paul Fishman
- Montage : Alan Pattillo
- Production : Danny Lerner
- Producteurs délégués : Joanna Plafsky et Avi Lerner
- Pays de production : États-Unis
- Langue : anglais
- Genre : Science-fiction, Action, Thriller
- Couleur : couleur
- Durée : 102 minutes
- Interdit aux moins de 12 ans
- Dates de sortie en salles :
  - États-Unis : 17 juillet 1993

## Distribution
- David Bradley  : Jack Ryan
- John Rhys-Davies : Kassel
- Todd Jensen : Phillip Ryan
- Alonna Shaw : Cathy
- Rufus Swart : Cyborg
- Robert Kerman : Hogan
- Ron Smerczak : Callan

## Autour du film
Le tournage s'est déroulé en à Los Angeles et dans Le Cap pendant 5 mois. 